# Havnartindur (Svínoy)
Havnartindur è una montagna alta 586 metri sul mare situata sull'isola di Svínoy, nell'arcipelago delle Isole Fær Øer, in Danimarca.